# Horsted (Sydslesvig)
Horsted (dansk) eller Horstedt (tysk) er en landsby og kommune beliggende ved overgangen fra gest til marsk nord for Husum i Sydslesvig. Administrativt hører kommunen under Nordfrislands kreds i den nordtyske delstat Slesvig-Holsten. Kommunen samarbejder på administrativt plan med andre kommuner i omegnen i Nordsø-Trene kommunefællesskab (Amt Nordsee-Treene). I kirkelig henseende hører kommunen under Hatsted Sogn. Sognet lå i Sønder Gøs Herred (Husum Amt, Sønderjylland), da området tilhørte Danmark.
Horsted er første gang nævnt 1438. Stednavnet er afledt af personnavnet Horse eller snarere fællesnavnet hors (oldnordisk hross) som betegnelse for hest. Måske har stedet i ældre tid været benyttet til græsgang for heste.
Landsbyen er beliggende ved den vestlige hærvej (oksevej). Kommunen er landbrugspræget.